# 静岡県営愛鷹球場
愛鷹広域公園野球場（あしたかこういきこうえん やきゅうじょう）は、静岡県沼津市の愛鷹広域公園内にある野球場。メインスタンドの銘板には静岡県営愛鷹球場と表記されている。施設は静岡県が所有し、あしたかスポーツ＆ネイチャーパートナーズ（ミズノ株式会社を代表にNPO法人沼津市スポーツ協会、ミズノスポーツサービス株式会社、株式会社東急コミュニティー、株式会社石勝エクステリア、株式会社M'ｓＰＬＡＮＮＩＮＧで構成）が指定管理者として管理・運営を行っている。

## 歴史
1989年7月、静岡県内最大級の球場かつ2番目の県営球場として開設された。愛鷹山麓の高台を掘り下げて造られた。開場当時はナイター設備はなく、利用日は土曜日・日曜日に限定されていたが、利用者からナイター設備整備の要望が高まり、1992年度にはナイター設備整備のための予算が盛り込まれ、後に設置された。
開場以来、高校野球などアマチュア野球公式戦が行われている他、プロ野球では横浜ベイスターズを含むオープン戦や湘南シーレックスのイースタン・リーグ公式戦が2007年（同年の開催は9年ぶり）から2010年まで、同球団と沼津市内の居酒屋「旬食酒屋ぴぃ」の共催で開催されていた。2024年からウエスタン・リーグに参加するくふうハヤテベンチャーズ静岡が3試合公式戦を開催する。
バックスクリーン上にあるパネル式のスコアボードは、ドーム型をした特徴的なデザインになっている。好天の日には、外野後方に駿河湾を望む風光明媚な野球場である。
2012年第94回全国高等学校野球選手権大会の静岡県大会では静岡県草薙総合運動場硬式野球場のグラウンド拡張工事に伴う閉鎖のため、決勝戦の会場として使われた。
2016年、スコアボードをパネル式からLED電光掲示板に変更。

## 施設概要
- グラウンド面積：13,860m2
- 両翼：98m、中堅：122m[1]
- 内野：クレー舗装、外野：天然芝
- 照明設備：照明塔6基（最大照度：投捕間3,100Lx、内野2,293Lx、外野1,495Lx）
- スコアボード：LED電光掲示板
- 収容人員：13,300人（メインスタンド：300人、内野：9,200人、外野：4,100人）

## 公園内その他の施設
- 愛鷹広域公園多目的競技場
- スポーツ広場
- テニスコート
- 多目的広場 他

## 交通
- 沼津駅南口7番のりば及び北口2番のりばから、富士急シティバス「駿河台・愛鷹運動公園方面線」「高尾台・愛鷹運動公園方面線」あしたか運動公園行で終点下車（高尾台・愛鷹運動公園線は土曜・休日のみ。平日は東部免許センター行を利用）
- 東名高速道路・沼津インターチェンジから約10分
- 東名高速道路・愛鷹スマートインターチェンジから約5分
- 新東名高速道路・長泉沼津インターチェンジから約10分